# Україна. Наука і культура
Щорічник «Україна. Наука і культура» засновано у 1966 році Національною академією наук України та Товариством «Знання». З 1992 року має сучасну назву, до того називався «Наука і культура».